# Agilulf
Agilulf zvaný Durynský (555 – duben 616) byl vévodou z Turína a od roku 591 až do své smrti králem Langobardů.
Jeho předchůdcem na trůně Langobardů byl Authari. Po jeho smrti byl na přímluvu křesťanské královny a vdovy Theodelindy zvolen králem, která se následně stala jeho manželkou. Přestože na královský trůn usedl na začátku listopadu roku 590, slavnostní korunovace langobardskými válečníky proběhla v Miláně až v květnu roku 591.
Na přání Theodelindy byl pokřtěn a národ ho následoval, přestože přijal ariánskou herezi. V roce 603 znovu pod tlakem Theodelindy konvertoval k nicejskému vyznání a nechal pokřtít i svého narozeného syna Adaloalda. V období jeho vlády měl na langobardkém dvoře velmi silný vliv Řím. Královna Theodelinda byla křesťansky zbožná, měla velmi blízko k papeži Řehoři I. a svůj život ve shodě s Agilulfem zasvětila k odklonu Langobardů od pohanství a ariánství ke katolicismu. Spolu s manželkou Theodelindou nechal postavit Baptisterium San Giovanni ve Florencii či katedrálu v Monze, v niž se do dnešních dnů dochovala železná koruna Langobardů. Nacházela se zde i nedochovaná Agilulfova koruna, zasvěcená svatému Janu s nápisem rex totius Italiae (král celé Itálie).
V období jeho vlády v roce 592 zemřel burgundský král Guntram, čímž byla ukončena válka s Franky. Bez Guntrama mezi Franky vypukla občanská válka, která jim znemožnila organizovat další útoky na Langobardské království. V roce 598 s papežem jednal o dočasném ukončení třicetiletého langobardského teroru v okolí Ducatus Romanus, čehož se mu podařilo dosáhnout tím, že papež si ukončení langobardského rabování zaplatil a tak Římané mohli většinu své válečné energie věnovat hrozbám z Byzantské říše. V témže roce upevnil langobardskou moc rozšířením království o města Sutri, Perugii a další umbrijská města z exarchátu v Ravenně. Na severu udržoval dobré vztahy s Bavory a naopak bojoval s Avary a Slovany. V roce 598 za pomoci papeže Řehoře vstoupil do příměří s byzantským císařem Maurikiem, které bylo následující rok ukončeno, především vinnou exarchy Callinia, který unesl jednu z langobardských princezen. Po této události, v roce 602 vypukla válka, v niž byzantský císař Fokas ztratil Padovu. V roce 607 babička a sestra burgundského krále Theudericha zavraždili Theuderichovu manželku, dceru vizigótského krále Wittericha, který se po vraždě své dcery spojil s Agilulfem proti Theuderichovi. Aliance panovníků v bitvě patrně neměla úspěch. Z bitvy kromě toho, že k ní došlo poblíž Narbonne se nedochovaly žádné informce.
Perské války obrátili pozornost Byzantské říše k Orientu a tak poslední desetiletí jeho vlády proběhlo v relativním míru. Jeho vláda skončila pokojně. Zemřel v roce 616 poté, co jeho vláda trvala déle než čtvrt století. Na trůně ho následoval jeho syn Adaloald, který byl ještě adolescentem a tak regentství v království se ujala jeho matka Theodelinda.
Měl dceru Gundebergu, kterou oženil s Arioaldem, který se později stal králem Langobardů.